# Сортубек
Сортубек (каз. Сортүбек) — упраздненное село в Казалинском районе Кызылординской области Казахстана. Входил в состав Сарбулакского сельского округа. Код КАТО — 434453400. Упразднено в 2018 г.

## Население
В 1999 году население села составляло 86 человек (43 мужчины и 43 женщины). По данным переписи 2009 года, в селе проживало 25 человек (14 мужчин и 11 женщин).